# Династическое имя
Династическое имя — исторический термин, тесно связанный с ономастикой и нумерологией.

## Россия
Со времён Киевской Руси в правящих семьях было принято давать первенцу имя в честь прадеда. Так, сын Владимира Мономаха Мстислав Великий назвал своего старшего сына Всеволодом-в честь своего деда-Всеволода Ярославича Киевского. Также можно было дать первенцу христианское имя прадеда. Например,Юрий Владимирович Долгорукий, брат Мстислава Великого, назвал своего первенца Андреем-по христианскому имени Всеволода Ярославича. Был ещё один вариант имянаречения — назвать сына в честь деда-печально известный Олег Святославич назвал своего сына Святославом,Святослав дал своему первенцу имя Олег, внук Святослава Ольговича носил также имя Святослав. Ещё пример: Пётр I Алексеевич Великий назвал своего первенца Алексеем, сын Алексея носил имя Петр. Третий вариант имянаречения- назвать сына в честь его дяди-тот же Мстислав Великий, имевший брата Изяслава, назвал своего второго сына Изяславом. Святослав Ольгович дал своему второму сыну имя Игорь-в честь своего брата-черниговского князя Игоря. Позднее император Николай I назвал своих сыновей в честь братьев-Александр. Константин,Николай,Михаил.

## Другие страны
Франция: сменялись Карлы и Людовики;Великобритания: Эдуарды и Георги;Дания и Норвегия: Христианы и Фредерики.